# Favela
Favela je općeniti naziv za divlje naselje u Brazilu. Krajem 18. stoljeća, prva takva naselja su nazivana afričkim četvrtima (portugalski: bairros africanos). To je bilo mjesto gdje su živjeli bivši robovi bez mogućnosti za radom i bez vlastitog zemljišta. Tijekom godina, mnogo slobodnih crnih robova se uselilo u takve četvrti.
Prije nego što su nastale prve favele, siromašni građani su otjerani iz središta grada i natjerani da žive u udaljenim predgrađima. No, većina današnjih favela je nastalo tijekom 1970-ih, zbog velike urbanizacije u kojoj je mnogo ljudi napustilo ruralna područja Brazila u kojem su prije živjeli i preselili se u gradove. Kako mnogi nisu mogli naći mjesto za život, završili su u favelama. Podaci prikupljeni 2010. i objavljeni u prosincu 2011. od strane IBGE-a (Brazilski institut geografije i statistike) pokazali su da oko 6 posto populacije Brazila živi u slumu (kaotično naselje). To znači da 11,4 milijuna od 190 milijuna ljudi žive u bespravnim naseljima sagrađenim na državnom zemljištu s lošom ili nepostojećom komunalnom infrastrukturom.